# Vịnh Paria

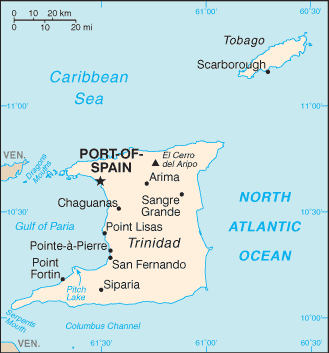

Vịnh Paria (tiếng Tây Ban Nha: Golfo de Paria) là một vịnh nằm giữa đảo Trinidad (nước Trinidad và Tobago) và bờ phía đông của Venezuela, rộng 7.800 km². Vịnh này nông và kín gió, được coi là một trong các nơi có các cảng tự nhiên tốt nhất trên bờ Đại Tây Dương của châu Mỹ.
Tên ban đầu của vịnh này là Golfo de la Ballena (Vịnh cá voi) do Christopher Columbus đặt, nhưng kỹ nghệ đánh bắt cá voi trong thế kỷ thứ 19 đã khiến vịnh không còn loài cá này.
Về phía bắc, vịnh Paria nối với biển Caribe thông qua eo biển Bocas del Dragón (nghĩa là "miệng rồng") giữa bán đảo Paria của Venezuela và bán đảo Chaguaramas, về phía nam nối với eo biển Columbus thômg qua eo biển Boca del Serpiente (nghĩa là "miệng rắn") giữa bán đảo Cedros và vùng châu thổ Orinoco.
Nước trong vịnh này là nước lợ. Về mùa mưa, độ mặn là dưới 2,3% (hoặc 23 phần ngàn). Các rừng đước dọc bờ biển Venezuela và Trinidad là nơi trú ẩn quan trọng cho các động vật hoang dã, và dường như đóng một vai trò cốt yếu trong nghề đánh bắt cá ở địa phương.
Các cảng chính trong vịnh này là Port of Spain và Point Lisas ở Trinidad cùng cảng Pedernales ở Venezuela.